# Memoria/밤 (Time for the moon night)
〈Memoria/밤 (Time for the moon night)〉(Memoria/夜 (Time for the moon night) 메모리아/요루 (타임 포 더 문 나이트)[*])은 대한민국의 걸 그룹 여자친구가 일본에서 발매한 첫 번째 싱글이다. 2018년 10월 10일 킹레코드를 통하여 발매되었다.

## 개요
- 일본에서 처음으로 발매된 여자친구의 싱글 음반이다. 첫 일본어 오리지널 싱글인 〈Memoria〉와, 2018년 4월 30일 발매된 《Time for the moon night》의 타이틀 곡인 〈밤 (Time for the moon night)〉의 일본어 버전이 수록되었다.[1]
- 〈Memoria〉는 여자친구 특유의 ‘파워청순’ 콘셉트를 바탕으로, 밤에 대칭되는 낮을 표현한 곡이다.[2]
- 초도 한정판 판매분 특전으로 ‘이벤트 참가권’이 같이 봉입되었다. 초도 한정판 A에는 DVD가, 초도 한정판 B에는 포토북이 부록으로 포함되어 있다. “GFRIEND SUMMER LIVE IN JAPAN” 공연 도중에 본 싱글을 예약한 사람에게는 라이브 공연에서의 멤버의 사진이 특전으로 추가 지급되었다.

## 발매 과정
2018년 8월 2일 일본 오사카부 오사카시 난바의 핫치(Hatch) 홀에서 일본에서의 첫 번째 라이브 콘서트인 “GFRIEND SUMMER LIVE IN JAPAN”이 진행되던 도중, 여자친구 멤버에 의하여 직접 본 싱글의 발매 계획이 발표되었다. 9월 12일에는 뮤직 비디오의 첫 번째 티저와 함께 새로운 아티스트 사진 및 자켓 사진이 공개되었다. 9월 13일부터 사흘 동안 소원과 엄지, 예린과 신비, 은하와 유주의 솔로 자켓 사진이 차례로 공개되었다.
음반 발매에 앞서 〈Memoria〉는 9월 3일 일본의 라디오 방송국인 J-WAVE의 ‘STEP ONE’이라는 프로그램에서, 〈밤 (Time for the moon night)〉의 일본어 버전은 9월 14일 InterFM897의 ‘Refill Korea’라는 프로그램에서 처음으로 공개되었다. 9월 15일 〈Memoria〉의 뮤직 비디오의 두 번째 티저가 공개되었고, 나흘 뒤인 9월 19일 뮤직 비디오가 유튜브에서 공개되었다.
한편, 본 음반의 발매와 관련하여 여러 가지 협업 작업이 진행되었다. 의류 업체 WEGO에서는 10월 5일 여자친구의 로고와 이름이 적힌 흰색과 검은색 두 종류의 파카를 출시하였다. 야마요시제과(山芳製菓)에서는 ‘GFRIEND 감자칩 파워풀 불고기 맛’을 10월 9일부터 로손과 HMV를 통하여 유통하고 있다. 또 10월 8일부터 31일까지 도쿄도 지요다구 소토간다(外神田)에 위치한 ‘아키하바라 크로스’에서 콜라보 카페가 운영되었다.

## 수록 내용
CD
| #            | 제목 | 작사         | 작곡           | 편곡  | 재생 시간 |
| ------------ | --- | ------------ | -------------- | ----- | --------- |
| 1.           | 〈Memoria〉 | Carlos K.    | Carlos K., JOE | 4:10  |           |
| 2.           | 〈夜 (Time for the moon night) -JP ver.-→밤 (Time for the moon night) (Japanese Ver.)〉                               | Funk Uchino  | 노주환, 이원종 | 3:49  |           |
| 3.           | 〈Memoria (Instrumental)〉                                                                                            |              | Carlos K., JOE | 4:09  |           |
| 4.           | 〈夜 (Time for the moon night) -JP ver.- (Instrumental)→밤 (Time for the moon night) (Japanese Ver.) (Instrumental)〉 |              | 노주환, 이원종 | 3:48  |           |
| 총 재생 시간 | 총 재생 시간 | 총 재생 시간 | 총 재생 시간   | 15:56 |           |

DVD
| #  | 제목                          | 재생 시간 |
| -- | ----------------------------- | --------- |
| 1. | 〈Memoria〉 (Music Video)     |           |
| 2. | 〈Memoria〉 (MV Making Movie) |           |

## 음반 코드
| 규격          | 음반 코드  | 구성      |
| ------------- | ---------- | --------- |
| 초도 한정판 A | KICM-91892 | CD+DVD    |
| 초도 한정판 B | KICM-91893 | CD+포토북 |
| 일반판        | KICM-1894  | CD        |

## 차트
| 차트 (2018)               | 최고 순위 |
| ------------------------- | --------- |
| 일본 (오리콘 차트 (주간)) | 6         |
| 일본 (오리콘 차트 (월간)) | 빈칸      |
| 일본 (빌보드 Hot 100)     | 13        |